# Julie Arenholt
Julie Johanne Arenholt (Frederiksberg, 10 de dezembro de 1873 – Copenhague, 21 de julho de 1952), foi uma engenheira civil, política e feminista dinamarquesa. Em 1910, ela se tornou a primeira mulher na Dinamarca formada em engenharia, inspecionando a instalação de padarias e fornos em Copenhague até sua aposentadoria em 1939. 
Foi ativa no movimento feminista dinamarquês, tendo sido presidente da Danish Women's Society, de 1918 a 1921. Foi figura de renome internacional, palestrando e atuando em diversos comitês da Aliança Internacional da Mulher (1923–1929).

## Biografia
Julie nasceu em Frederiksberg, um distrito de Copenhague, em 1873. Era filha de Harald Christian Rosengreen (1836–1907), funcionário público e de Rasmine Rasmussen (1840–1914). Depois de concluir o magistério, ela começou a lecionar em escolas, antes de ingressar na Universidade Técnica da Dinamarca, em 1896, formando-se em engenharia e se tornando a primeira dinamarquesa engenheira, em 1901. Em 1903, casou-se com o médio Jørgen Arenhold (1876–1953).
Trabalhou por um tempo no instituto onde se formou e depois foi para o laboratório Detlefsen and Meyer. Em 1910, ela conseguiu o cargo recém-criado de inspetora do departamento de trabalho, onde era responsável por inspecionar a instalação de padarias e confeitarias da capital dinamarquesa.
Na esfera política, seu interesse por economia e sociedade começou em 1907, quando ela foi uma das fundadoras da associação sufragista da Dinamarca (Landsforbundet for Kvinders Valgret), editando o jornal Kvindevalgret (Direito ao Voto às Mulheres) de 1908 a 1912. Quando as mulheres ganharam o direito ao voto nas eleições municipais, em 1909, ela foi eleita para a câmara dos vereadores da capital, pelo Partido Liberal Social da Dinamarca. Provou-se uma talentosa oradora, ganhando mais votos do que qualquer outro candidato para o partido, em Gentofte, em 1918 e foi a primeira mulher a discursar no Folketing.
Em 1915, ela se filiou à Danish Women's Society, tendo sido sua presidente por três anos, ganhando reputação tanto em seu país quanto fora por sua liderança e oratória. Teve papel ativo nos congressos da Aliança Internacional da Mulher, trabalhando no comitê central de 1923 a 1929, lutando pela emancipação da mulher, não apenas na política, mas também nos negócios, lutando para que mulheres pudessem ser donas de estabelecimentos e gerenciadoras de suas próprias rendas.

## Morte
Julie Arenholt morreu em Copenhague, 21 de julho de 1952, aos 78 anos e foi sepultada no Cemitério de Bispebjerg. 